# 京都教育大学附属京都小中学校
京都教育大学附属京都小中学校（きょうときょういくだいがくふぞくきょうとしょうちゅうがっこう）は、京都府京都市北区に所在し、小中一貫教育を提供する京都教育大学付属の国立義務教育学校。

## 概要
1882年（明治19年）、京都府立京都府師範学校附属小学校として発足。京都教育大学の附属学校として、教育の実証的研究や実地教育（教育実習、観察参加研究）に取り組む。
2010年（平成22年）4月に校名を「京都教育大学附属小中学校」とし、2014年（平成26年）から完全小中一貫校（中学から生徒を募集しない）となっている。
4-3-2区分制を採用し、小1-小4に当たる前期4年間の初等部、小5-中1に当たる中期3年間の中等部、中2-中3の後期2年間の高等部からなる。
中等部では教科担任制を導入している。初等部と中・高等部は道路を挟んで隣接して所在する。特別支援学級を設けている。
京都教育大学附属高等学校に連絡進学枠が設けられており、在籍生徒の約65%が進学する。

## 沿革
- 1882年（明治19年）2月 京都府立京都府師範学校（→府立京都尋常師範学校→府立京都府師範学校→官立京都師範学校）附属小学校が開設される
- 1947年（昭和22年）4月25日 京都師範学校男子部附属中学校を同附属小学校内に創設、開校式を挙げる
- 1951年（昭和26年）4月 京都師範学校消滅、「京都学芸大学附属京都小学校・中学校」と改称
- 1957年（昭和32年）9月 京都学芸大学（現・京都教育大学）の移転に伴い、跡地に移転独立
- 1957年（昭和32年）11月 創立10周年記念式を挙行、校歌を制定
- 1966年（昭和41年）4月 校名を「京都教育大学附属京都小学校・中学校」と改称
- 1972年（昭和47年）6月 校名を「京都教育大学教育学部附属京都小学校・中学校」と改称
- 1975年（昭和50年）4月 発達障害児学級を開設する
- 1977年（昭和52年）6月 創立30周年記念行事を実施する
- 1996年（平成08年）4月 前後期2期制を導入し、総合学習の取り組みを開始
- 1997年（平成09年）11月 創立50周年記念式典を挙行
- 2004年（平成16年） 国立大学が法人化され、学部附属から大学附属となり、「京都教育大学附属京都小学校・中学校」と改称
- 2010年（平成22年）4月　｢京都教育大学附属京都小学校・中学校｣を｢京都教育大学附属京都小中学校｣と改称
- 2014年（平成26年） 中学校の通常学級での生徒を非募集、完全小中一貫教育校化[4]
- 2017年（平成29年）学校教育法上の義務教育学校へ移行

## 出身著名人

### 附属京都小学校・中学校
小・中学校の両方に在籍した者
- 内原智史 - 照明デザイナー、内原智史デザイン事務所代表取締役[5]、NHKプロフェッショナル 仕事の流儀出演 [6]、NHK課外授業ようこそ先輩出演
- 影山日出夫 - 元NHK解説副委員長
- 鎌田章吾 - 歌手
- 貫戸朋子 - 日本人初の国境なき医師団の医師、NHK課外授業 ようこそ先輩出演[7]
- 鈴木順也 - NISSHA株式会社、代表取締役社長兼最高経営責任者
- 千宗室 - 茶道裏千家家元（16代）
- 塚本能交 - 実業家、株式会社ワコールホールディングス代表取締役会長、京都商工会議所会頭、日本商工会議所副会
- ハタヤテツヤ - 音楽家
- 福田眞人 - 名古屋大学教授、比較文化、医学史
- ヤン眉ちゃん-YouTuber兼TikToker兼Instagramer
- ともえ-YouTuber
- BONNIE PINK - シンガーソングライター[8]
- 堀場雅夫 - 実業家、株式会社堀場製作所創業者
- 堀場厚 - 実業家、株式会社堀場製作所代表取締役会長・グループCEO
- 高橋良和 - 京都大学教授

### 附属京都小学校
小学校のみ在籍
- 伊丹十三 - 映画監督・俳優・エッセイスト
- 上村淳之 - 日本画家
- 村山槐多 - 洋画家
- 稲垣真美 - ノンフィクション作家
- 柳原良平 - イラストレーター
- 大倉治彦 - 月桂冠代表取締役社長、京都経済同友会代表幹事
- 森川莫臣 - 実業家、京都トヨタ自動車株式会社取締役会長[9]
- 山﨑隆夫 - 日本画家[10]
- 川喜田二郎 - 文化人類学者、KJ法創始、元東京工業大学教授
- 入江敦彦 - エッセイスト、小説家[11]
- 千宗左 - 茶道表千家家元（14代）[12]
- 中西秀彦 - 情報社会学者、電子書籍研究者
- 茂山茂 - 狂言師[13]

### 附属京都中学校
中学校のみ在籍
- 内田隆 - 京都青果合同代表取締役社長、京都経済同友会代表幹事
- 前原誠司 - 政治家、衆議院議員
- 立本信吾 - フジテレビアナウンサー
- 福田眞人 - 名古屋大学教授、比較文化、医学史
- 安田育生 -元リーマン・ブラザーズ日本代表
- 中村伊知哉 - 慶應義塾大学教授[14]

## アクセス
- 京都市営地下鉄北大路駅または鞍馬口駅下車、徒歩約10分
- 「北大路新町」（京都市営バス1・37・特37・204・205・206・北1・北8・M1系統、京都バス32・34・35・37系統）下車、徒歩約3分
- 「北大路堀川」（京都市営バス1・9・12・37・特37・67・急行101・急行102・204・205・206・北1・北8・M1系統、京都バス32・34・35・37系統）下車、徒歩10分

## 通学区域
京都府内に住民票および生活の本拠があり、徒歩または公共交通機関を利用して、およそ1時間以内に通学できる範囲であること

## 京都教育大学附属学校・園
- 京都教育大学附属幼稚園
- 京都教育大学附属桃山小学校
- 京都教育大学附属桃山中学校
- 京都教育大学附属高等学校
- 京都教育大学